# Гибридизация (биология)

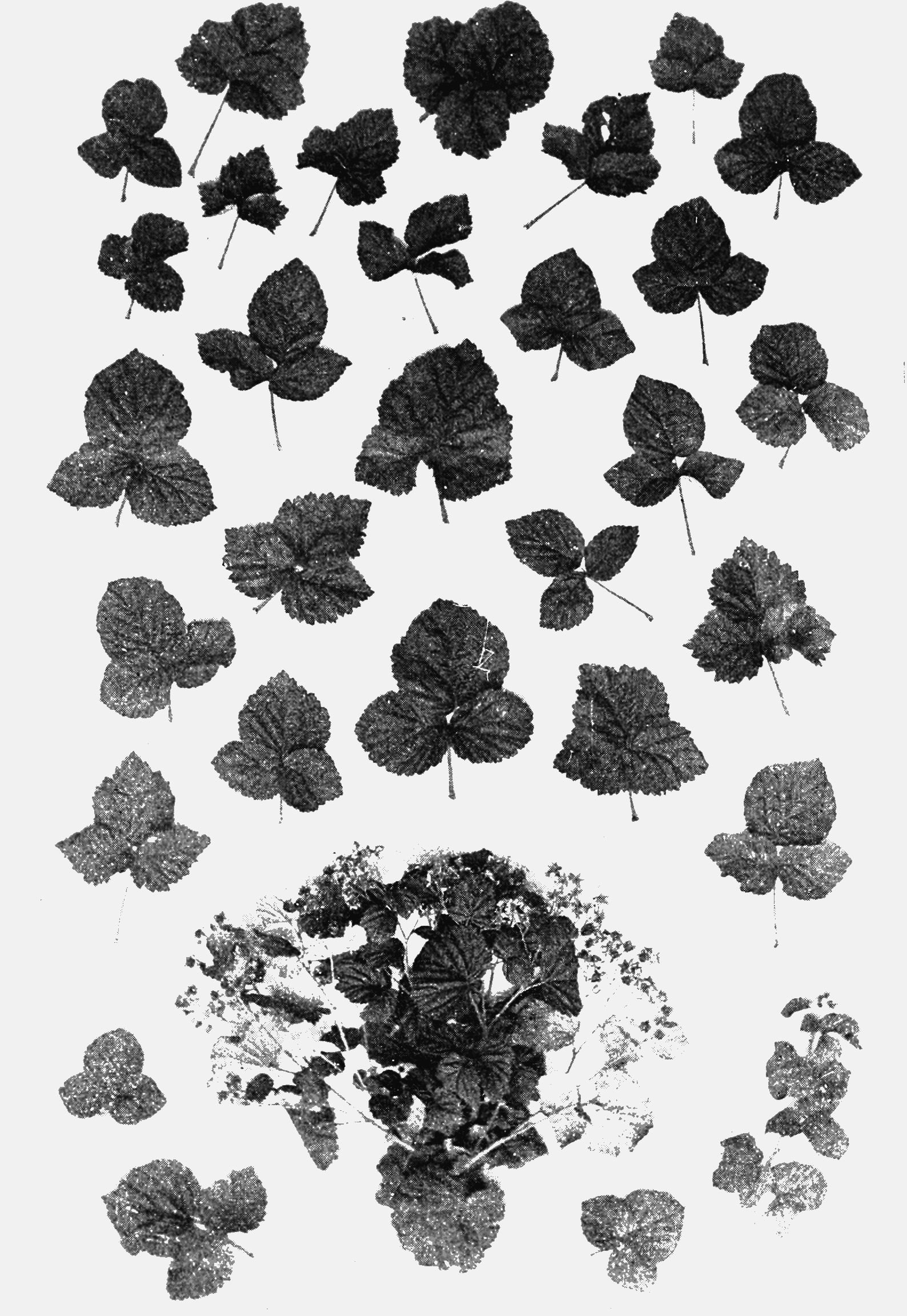
Гибриды малины и клубники

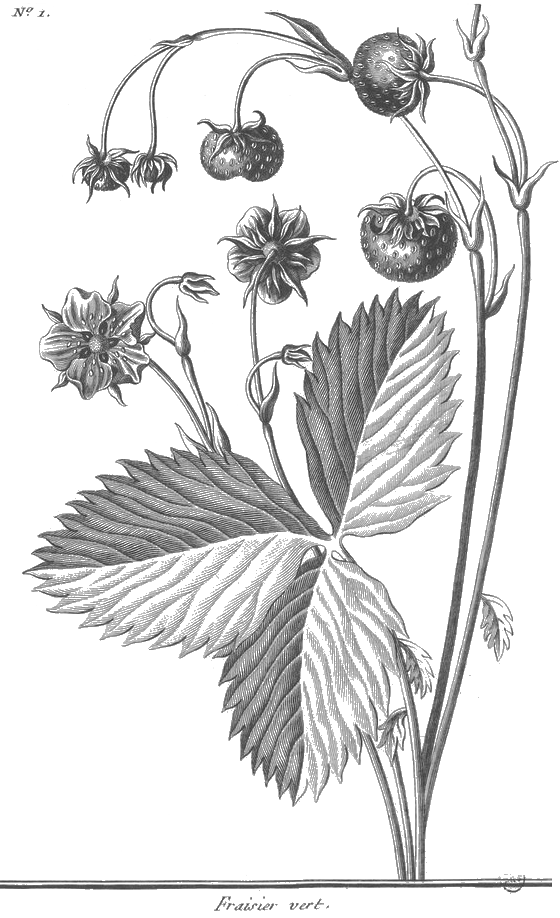
Для сравнения: ботаническая иллюстрация, на которой виден лист клубники

Гибридизация — процесс образования или получения гибридов, в основе которого лежит объединение генетического материала разных клеток в одной клетке.
Может осуществляться в пределах одного вида (внутривидовая гибридизация) и между разными систематическими группами (отдалённая гибридизация, при которой происходит объединение разных геномов). Для первого поколения гибридов часто характерен гетерозис, выражающийся в лучшей приспособляемости, большей плодовитости и жизнеспособности организмов. При отдалённой гибридизации гибриды часто стерильны.

## Происхождение видов путём гибридизации
Гибридогенное видообразование является одним из типов симпатрического видообразования, оно свойственно значительной части растений и лишь малому числу видов животных. При скрещивании различных видов потомство обычно бывает стерильным. Это связано с тем, что число хромосом у разных видов различно. Несходные хромосомы не могут нормально сходиться в пары в процессе мейоза, и образующиеся половые клетки не получают нормального набора хромосом. Однако, если у такого гибрида происходит геномная мутация, вызывающая удвоение числа хромосом, то мейоз протекает нормально и дает нормальные половые клетки. При этом гибридная форма приобретает способность к размножению и утрачивает возможность скрещивания с родительскими формами. Кроме того, межвидовые гибриды растений могут размножаться вегетативным путём.
Существующие в природе естественные ряды гибридных видов растений возникли, вероятно, именно таким путём. Так, известны виды пшеницы с 14, 28 и 42 хромосомами, виды роз с 14, 28, 42 и 56 хромосомами и виды фиалок с числом хромосом, кратным 6 в интервале от 12 до 54. По некоторым данным, гибридогенное происхождение имеют не менее трети всех видов цветковых растений.
Гибридогенное происхождение доказано и для некоторых видов животных, в частности, скальных ящериц, земноводных и рыб. Некоторые виды кавказских ящериц, имеющих гибридогенное происхождение, триплоидны и размножаются с помощью партеногенеза.

### Гибридное видообразование у растений
Под гибридным видообразованием обычно подразумевают возникновение в потомстве от естественного гибрида новой линии, размножающейся в чистоте и изолированной от родительских видов и от своих сибсов в гибридной популяции. Эта новая линия должна преодолеть гибридную стерильность, и разрушение гибридов.

#### Рекомбинационное видообразование
Его можно определить как возникновение в потомстве видового гибрида с хромосомной стерильностью нового структурно-гомозиготного рекомбинанта, плодовитого при скрещиваниях с особями своей линии, но изолированного от других линий и от родительского вида преградой, создаваемой хромосомной стерильностью. 
Если число независимых транслокаций больше, то хромосомная стерильность, создающая преграды вокруг новых гомозиготных рекомбинантов, усиливается, и новая линия становится более изолированной. 
Процесс рекомбинационного видообразования был обнаружен среди потомков экспериментальных гибридов представителей рода табак, у некоторых злаков и других растений. Его роль в природе остается неясной. Вероятно, такое видообразование происходит время от времени, но реже, чем аллополиплоидия.

#### Гибридное видообразование при участии внешних преград
В некоторых группах растений межвидовые гибриды плодовиты и изоляция между видами обеспечивается главным образом внешними преградами. Экологическая и сезонная изоляция, а также изоляция, обусловленная строением цветка, — главные преграды, разделяющие виды. Морфологические, физиологические и поведенческие различия между видами, ведущие к возникновению таких преград, находятся, под контролем генов. У потомков естественных межвидовых гибридов, если они появляются, происходит расщепление по генным различиям и по соответствующим признакам, определяющим внешнюю изоляцию. Это создаёт возможность для возникновения продуктов межвидовой рекомбинации с новыми сочетаниями признаков, закладывающих основу новых, внешне изолированных субпопуляций. Если внешняя изоляция сохраняется и в дальнейшем, то из этих субпопуляций могут возникнуть новые виды гибридного происхождения. 
Вероятные примеры гибридного видообразования описаны для нескольких групп растений (Амаранта, Кипрея, Alsophila, Nephelea и в других родах).

## В селекции
В селекции растений наиболее распространён метод гибридизации форм или сортов в пределах одного вида. С помощью этого метода создано большинство современных сортов сельскохозяйственных растений. Отдалённая гибридизация — более сложный и трудоёмкий метод получения гибридов. Основное препятствие получения отдалённых гибридов — несовместимость половых клеток скрещиваемых пар и стерильность гибридов первого и последующих поколений. Использование полиплоидии и возвратного скрещивания (беккросс) в отдельных случаях позволяет преодолеть нескрещиваемость пар и стерильность гибридов.
Гибридизация, как и полиплоидия, в ряде случаев приводит к повышению частоты мутаций.

## Гибридизация ДНК
Методы гибридизации ДНК состоят в смешивании одноцепочечных фрагментов ДНК, полученных от двух разных видов. Доля в смеси общей ДНК, которая воссоединяется, образуя двухцепочечные спирали, и скорость воссоединения служат мерами степени генетического родства между данными видами. Этот метод широко применяется зоологами, ботаниками и другими исследователями.